# Austrijska škola
Austrijska škola ekonomije je heterodoksna škola ekonomskog mišljenja.
Austrijska škola zastupa metodologični individualizam interpretirajući ekonomske razvoje (prakseologija) predstavljajući teoriju da novac nije ne-neutralan te ističući organizacijsku snagu mehanizma cijena. „Austrijski“ ekonomisti su općenito suglasnici laissez faire politike. 

## Teorija
Teorija se temelji na subjektivnoj teoriji vrijednosti i graničnoj psihološkoj korisnosti. Naime, pri objašnjavanju ekonomskih pojava, teorija korisnost ne tretira kao neutralno svojstvo predmeta već analizira psihološki odnos pojedinca prema predmetu koji ispunjava njegove potrebe. Analiza se koncentrira na potrošača i potrošnju. Teorija preispituje motive pojedinca koji uvjetuju potrošačko ponašanje. Dakle, naglasak je na individualnim odlukama.

## Etimologija
Austrijska škola je najstarija struja ekonomskih škola. Dobila je naziv od ličnosti koju su bili najraniji istraživači i prvih zagovornika koji su bili državljanini Austro-Ugarskog carstva, osobito Carl Menger, Eugen von Böhm-Bawerk, Ludwig von Mises, i Friedrich Hayek. U novije vrijeme zagovornici austrijske škole su Murray Rothbard i Hans-Herman Hoppe.
Pobornici austrijske škole smatraju da je velika depresija izravno izazvana vrlo labavom monetarnom politikom Američke središnje banke tijekom 1920-ih godina koja je dovela do vrlo velikog povećanja količine novca i kredita u sustavu. Ovaj period je u američkoj povijesti poznat kao „bijesne dvadesete“ („roaring twenties“). Austrijska škola smatra da su sve krize u kapitalizmu izazvane suviše labavom monetarnom politikom u prethodnom usponu.
Najpoznatija današnja ličnost austrijske škole u SAD-u je zastupnik kongresa, Ron Paul. U Sjedinjenim američkim državama osnovan je Ludwig von Mises Institue sa svrhom promoviranja i istraživanja austrijske škole ekonomije.
 Ludwig von Mises

## Vanjske poveznice
- Stranica Ludwig von Mises Institute u Auburnu (Alabama)
- Stranica Hayek Institute u Beću
- Stranic austrijanci.com  Arhivirana inačica izvorne stranice od 28. studenoga 2011. (Wayback Machine)